# Людятино (Московская область)
Людятино — деревня в составе Темпового сельского поселения Талдомского района Московской области. Население — 11 чел. (2010). Первое упоминание относится к началу XVIII века.

Расположена в пяти километрах к северо-западу от Талдома, рядом с деревней Лебзино и селом Великий Двор.
Находится рядом с дорогой Воргаш — Талдом, которая около Талдома соединяется с трассой Р112. С райцентром есть регулярное автобусное сообщение. В двух километрах на север, в селе Великий Двор есть платформа Лебзино Савёловского направления МЖД.
Из истории Талдомского района известно:
в 1781 году это было сельцо, состоящее из 10 дворов, в котором проживало 58 человек. Сельцо принадлежало Пелагее Ивановне Вельяминовой-Зерновой. В 1829 году в сельце жил помещик и 47 человек. Затем сельцо превратилось в деревню, в которой к 1851 году насчитывалось всего 7 дворов и 62 жителя, а в 1859 году 13 дворов и 64 жителя. Но оставалось и сельцо с одним двором и 6 жителями. Принадлежали сельцо и деревня коллежскому асессору Андрею Степановичу Семенову. За последующее двадцатилетие число жителей увеличилось до 76 человек. Грамотных не было, дети нигде не обучались. Жители занимались башмачным промыслом и сельским хозяйством. Башмаки шили для талдомских торговцев обувью.
Из межевого описания Тверской губернии Калязинского уезда 1855 года:
Положение дачи ровное и к югу частями низменное. Вода в колодцах для употребления хороша. Дорога к дер. Лебзиной поднята хворостом и устлана валежником. Почва серая. В сельце Людятине 16 тягол, 7 дворов и по 9 ревизии мужского пола 34, женского 28 душ; от г. Калязина оно в 70, от приходской церкви в селе Талдом в 7 и от квартиры 2 стана в дер. Плоской в 40 верстах. В сц. Людятине есть: староста, запасный хлебный магазин, в нём на лицо ржи 37, ярового хлеба 18 ½ четв.; пожарный инструмент 1 багор, 1 ухват и 1 лестница; изб 10 белых; господский деревянный дом и при нём скотный двор, в коем 12 штук рогатого скота местной породы и 7 лошадей; сад, в нём: яблони, смородина, клубника, крыжовник, для своего домашнего обихода. Владелец в имении не живёт. Крестьяне русские православные, занимаются хлебопашеством и промыслами и состоят в запашке. Высевается на тягло: ржи 1, овса 2 четв., ячменю 2, льну 1 и гороху ¼ четв. Из огородных овощей сеют, для своего домашнего обихода: картофель, капусту, лук, морковь, свеклу и другие овощи; сенокос делят по числу тягол; лес на стройку и топливо дается от помещика. Средний урожай ржи сам 4, ярового хлеба сам 2. Сена на тягло накашивается по 120 пуд. На тягло приходится по 1 лошади, 1 корове и 1 овце.
До муниципальной реформы 2006 года входила в Великодворский сельский округ.

## Население
Изменение численности населения по данным переписей и ежегодных оценок:
| год  | 1829 | 1851 | 1859 | 2006 | 2010 |
| ---- | ---- | ---- | ---- | ---- | ---- |
| чел. | 47   | ▲62  | ▲64  | ▼10  | ▲11  |